# Agrola
Agrola ist eine Schweizer Energiedienstleisterin mit Sitz in Winterthur und eine Tochtergesellschaft der Fenaco.
Von dem durch Agrola gehandelten Benzin, Diesel und Heizöl werden gut 75 Prozent über die Landi im Markt platziert. Agrola ist mit über 400 Tankstellen nach Avia International die Nummer 2 im Schweizer Tankstellenmarkt. Zusätzlich zum Heizöl- und Treibstoffgeschäft bietet AGROLA Produkte und Dienstleistungen für eine klimafreundliche Mobilität und Wärme. Dazu gehören Holzpellets, Solaranlagen, Speicher- und Warmwasserlösungen.
Agrola, mit ihren traditionellen Wurzeln in der Landwirtschaft, verfolgt nach eigenen Angaben die Entwicklungen im Bereich erneuerbare Energien aus Biomasse (EEB), um den Landwirten in ihrer heutigen schwierigen Situation Alternativen zu bieten und über die eigenen Tankstellen marktfähigen Produkten zum Durchbruch zu verhelfen.
Agrola ist Mitglied von Avenergy Suisse (ehem. Erdöl-Vereinigung). Der Interessenverband setzt sich u. a. für das Referendum zum neuen CO2-Gesetz ein. Agrola ist Mitglied im Förderverein H2 Mobilität Schweiz. Der Verein verfolgt u. a. das Ziel, ein flächendeckendes Netz an Wasserstofftankstellen in der Schweiz aufzubauen. Agrola ist Mitglied im Verband Swiss eMobility, der sich für die Entwicklung der Elektromobilität in der Schweiz einsetzt.

## Geschichte
Agrola wurde 1957 unter dem Namen AGROL als Handelsunternehmen für Brenn- und Treibstoffe im Raum Winterthur gegründet. 1958 wurde AGROL von der VOLG-Genossenschaft übernommen und der Name in AGROLA geändert. Am 15. Dezember 1966 gründeten die neun landwirtschaftlichen Genossenschaftsverbände VOLG, VLG, VLGZ, UCAR, LV, FCA, NWV, GVS und AGRICOLA in Zürich die AGROLA AG. 1974 hat Agrola die private Mineralöl-Importfirma INTERPETROL AG übernommen. Mit dem Zusammenschluss mehrerer Genossenschaften zur fenaco, 1993, wird Agrola zur nationalen Marke. Der Vertrieb über Tankshops (TopShops) der Landi-Einzelhandelskette wird zu einem Wachstumsmotor für Agrola. Das TopShop-Franchising-Konzept wird von Volg betrieben.
Die erste Ladestation für Elektrofahrzeuge wurde 2018 als Pilotanlage bei der Landi in Matzingen (Kanton Thurgau) in Betrieb genommen. Im Mai 2019 wurde bei der Landi in Worb (Kanton Bern) die erste Schnell-Ladestation eröffnet. Die erste Wasserstofftankstelle wurde im Oktober 2020 in Zofingen (Kanton Aargau) eröffnet, die zweite im Januar 2021 in Rothenburg (Kanton Luzern). Die dritte Wasserstofftankstelle ging Anfang 2023 in Schötz (Kanton Luzern) in Betrieb. Sie zählte zum Zeitpunkt ihrer Eröffnung zu den leistungsstärksten Wasserstofftankstellen Europas.